# Dobrzejów
Dobrzejów – wieś w Polsce położona w województwie dolnośląskim, w powiecie legnickim, w gminie Miłkowice.

## Podział administracyjny
W latach 1975–1998 miejscowość administracyjnie należała do województwa legnickiego.

## Zabytki
- folwark; zachowane są trzy budynki, lecz posiadają one różnych użytkowników. Przez majdan przeprowadzono drogi dojazdowe do budynków, zmienił on więc swoje urbanistyczne i funkcjonalne cechy[4]